# Erik Söderberg (jurist)
Karl Erik Ruben Söderberg, född 26 juli 1888, död 28 juli 1972, var en svensk jurist, företagsledare samt ledamot av Musikaliska akademien.
Söderberg avlade en jur.kand. 1913 och blev notarie vid Svea hovrätt samma år. Han var vd för textilföretaget AB Hj. Söderberg i Uppsala 1933–1958, skattmästare i Orphei Drängar, en av initiativtagarna till Uppsala konsertförening och styrelseledamot i Svenska Industriförbundet 1942–1956.
Erik Söderberg invaldes som associé nr 200 i Kungliga Musikaliska Akademien den 15 mars 1953 och som ledamot 757 den 1 juli 1971.